# Нерусса
Нерусса — річка у Орловській, Брянській областях, ліва притока Десни, в яку впадає навпроти міста Трубчевська.
Загальна довжина 161 км; площа сточища вод 5630 км². Витік річки знаходиться біля міста Дмитровськ Орловської області, та також розташований на ній. Середня витрата води — 13,5 м³/с.
З 1987 на берегах Нерусси розташований державний природний біосферний заповідник «Брянський ліс».
Основні притоки: Локна (права), Несса (ліва), Сев (ліва).

## Назва
Інші назви: Нерус, Нерусса, Неруза. З приводу походження назви існує ряд версій: «На це ж вказує назва річки Нерусса, що могла бути південно-східним кордоном фінського і північно-східним — слов'янського племен (Якоб. 55, 89, 179)».
«Лінгвісти довели, що назва річок з кінцівкою на „ма“, „ша“, „са“ є балтськими. Балтська територія на Орловщині виявляється за назвою річок: Неруса, Водоча, Крома, Зуша».